# 龍光 (康熙進士)
龍光（？—？），江南望江縣（今屬安徽省）人，清朝政治人物。

## 生平
康熙六年（1667年）丁未科進士。康熙三十六年（1697年）接替齊體物，擔任台灣府海防補盜同知。品等為正五品的該官職隸屬於台灣府，主管船政治安業務，相當於副知府。